# Wilhelm Schepmann

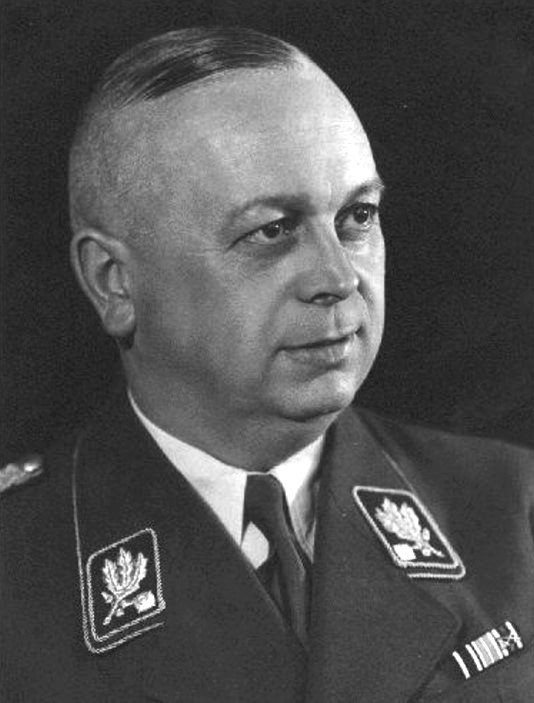
Schepmann em seu uniforme.

Wilhelm Schepmann (17 de junho de 1894 - 26 de julho de 1970) foi um oficial da Sturmabteilung (Obergruppenführer) na Alemanha Nazista.
Ocupou o cargo de Viktor Lutze, após a morte deste em um acidente de carro. Sua meta era fazer com que a SA e a SS trabalhassem em conjunto. Além disso, Schepmann tinha como objetivo recuperar a moral dos seus comandados, uma vez que eles haviam perdido poder dentro do regime nazista.